# اثر پاشنه

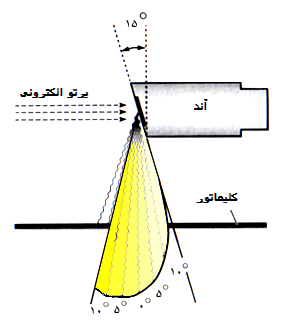

اثر پاشنه (به انگلیسی: Heel effect) نام یک پدیده در فیزیک پزشکی و رادیولوژی است.
در اثر پاشنه، کاهش شدت پرتوهای ایکس در سمت آند زاویهٔ دید پرتوها (که در تصویر با کم‌رنگتر شدن رنگ زرد نشان داده شده) مورد توجه قرار می‌گیرد.
دلیل این اثر، تضعیف (attenuation) پرتوهای ایکس در سمت آندی زاویه دید می‌باشد. اثر پاشنه به دلیل تضعیف بیشتر اشعه ایکس در داخل آند ایجاد می شود. 
برای کاهش اثر پاشنه، سه کار می‌توان انجام داد:
- افزایش زاویه آند
- افزایش فاصله چشمه تا آشکارساز
- کاهش میدان دید

از اثر پاشنه البته استفاده‌هایی نیز می‌شود. به‌طور نمونه در ماموگرافی، از سمت پرشدت‌تر (سمت کاتدی) برای دیدن قسمت‌های چگال‌تر بدن در قفسه سینه استفاده می‌شود.